# 劉展之亂
劉展之亂爆發於唐朝安史之亂期間。
劉展早年為宋州刺史，與李铣同官至淮西节度副使。淮西节度使王仲升向朝廷報告李铣贪污暴横，朝廷命斬之，邢延恩又上奏劉展性格倔强，不服从命令，于是，朝廷任命刘展为都统淮南东道、江南西道和浙西道三道节度使，又命令原都统李峘和淮南东道节度使邓景山設法除掉劉展。劉展自认为并没有大功却被提拔为大官，觉得被人陷害，不自安，甚至哭了，得到李峘的印节才赴任及上表谢恩，看到淮南节度使邓景山严阵以待时，对自己奉诏赴任却被抵抗感到惊讶。
上元元年（760年）十一月，刘展與其弟刘殷一起發動兵變。刘展在徐城县擊破邓景山部隊，再率兵渡长江，袭击下蜀李峘部隊，李峘军溃急奔宣城县。李峘、刘展都发檄文称对方作乱，地方都不知道谁是谁非。郭子仪推薦平卢兵马使田神功前往平叛。
田神功用船載送军队至金山，遇大风，有五艘船漂到了金山下，刘展下令殺其中兩舟士兵，又沉其三舟。刘展在广陵率八千精兵前往迎击田神功，在都梁山被打得大败。刘展被将军贾隐林用箭射中左眼，仆倒在地，被士兵砍下腦袋。劉殷、許嶧等皆死。
田神功軍隊趁此亂大掠揚州，屠殺阿拉伯和波斯商人。

## 评价
李碧妍《从“刘展之乱”看唐肃宗的江淮政策》指出，刘展是被逼反的，所谓怀有异心是为肃宗掩饰。

## 同一時期發生的戰爭
- 安史之亂
- 永王李璘之亂